# INEGI

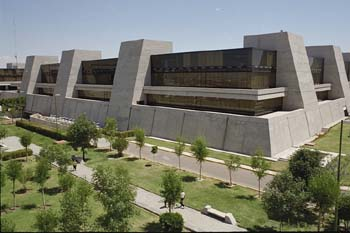
Die Zentrale des INEGI in Aguascalientes

Das Instituto Nacional de Estadística y Geografía (INEGI; deutsch Nationales Institut für Statistik und Geographie; bis April 2008: Instituto Nacional de Estadística, Geografía e Informática) ist eine staatliche Einrichtung Mexikos für die wirtschaftliche und geographische Datensammlung bzw. die Entwicklung im Bereich der Informatik.
Das INEGI wurde am 25. Januar 1983 gegründet. Das INEGI untersteht dem Finanzministerium, es laufen jedoch Anstrengungen, dem INEGI eigene Kompetenzen einzuräumen. Der Hauptsitz ist in Aguascalientes.